# 皮冻

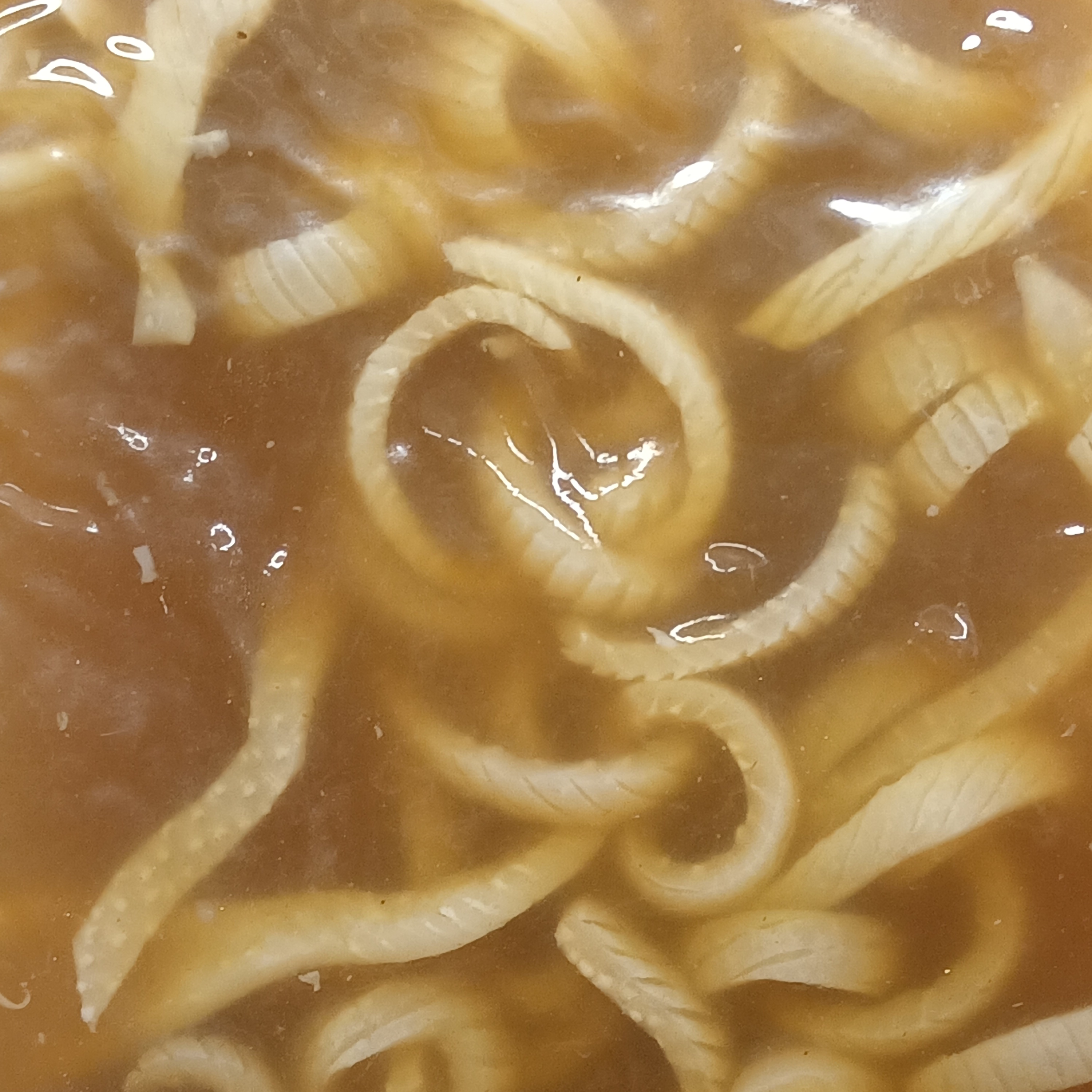
雨润水晶皮冻

皮冻是一种用猪皮原材料制成的凝胶状食品，通常作为凉菜出现。

## 制作及食用方法
将新鲜猪皮除去脂肪及毛发，切成块或细丝，加入适量调味料（也可再加入干虾仁、花生碎等），用清水长时间熬煮，将其中的胶原蛋白熬煮出来，之后放入容器中冷却，汤汁即凝结成皮冻。也有部分商家及个人为降低成本，在熬煮的汤汁中加入明胶、卡拉胶等食用胶，甚至直接将食用胶加水熬化制成“皮冻”。
由于遇热即化为汤汁，皮冻多作为凉拌菜食用，食用时可加蒜泥、酱油等调味。部分熟食如灌汤包、小笼包、生煎馒头等面点的馅料中也含有皮冻，皮冻入馅时是固体，遇热便融化成为浓汤。